# Skály (Teplice nad Metují)
Obec Skály (německy Bischofstein) se nachází v okrese Náchod v Královéhradeckém kraji a je připojena k městu Teplice nad Metují.

## Historie
První zmínka pochází z roku 1393 a původně nesla název Bischofstein, počeštěně Bišík. Nad vesnicí se nachází zřícenina středověkého hradu Skály, připomínaného roku 1393 jako sídlo Matěje Salavy z Lípy, následného příznivce husitského hnutí. Patrně vycítil neblahý konec husitů a proto ještě před rozhodnou bitvou u Lipan přešel na opačnou stranu a stal se stoupencem Zikmunda Lucemburského. Krátce po polovině 15. století získal hrad jinak blíže neznámý feudál Kočka, sídlo bylo poté často jmenováno co by Katzenstein (Kočknštejn či Kočičí hrádek). Další majitelé se vícekrát měnili (Buchlovští z Buchova, Špetle z Janovic, Bartoloměj Minsterberský, Adršpachové z Dubé, Lev z Rožmitálu, páni z Lichtenburka či Žehušičtí z Nestajova). Hrad byl rozbořen roku 1447 Slezany, později roku 1546 obnoven Zikmundem a Bernardem z Čertorej.
Vladyka z Nestajova, Bernard, vybudoval v podhradí hospodářský dvůr, jehož dílem se stal i pivovar, údajně zřízený po roce 1544 (Likovskými). Kolem roku 1570 vzniklo při dvoře i nové panské sídlo, dnes budova restaurace, jehož budovy v sobě absorbovaly díl pivovaru (sladovní humno). Po dalších častých změnách vlastníků koupil skalské panství s již funkčním pivovarem a sladovnou královéhradecký biskup Matouš Ferdinand Sobek z Bílenberka jako majetkový základ nově zakládané královéhradecké kapituly. Jím přestavěný poplužní dvůr Žehušických se stal letním sídlem hradeckých biskupů a kanovníků.
Před polovinou 19. století vznikla poblíž nová budova ve své době zázemí pro úředníky velkostatku a hajné (nyní ubytovací část), tzv. „Úřednický dům“.
Pivovar stával v přímé návaznosti na starý zámek (pivovar byl zbořen okolo roku 1923, zůstal jen otisk zadního a bočního zdiva).
Královéhradecká kapitula byla majitelem velkostatku až do roku 1945. Poté sloužil areál jako zázemí pro státní statek, který měl v sousedství ovčín, poté prasečák. Ve venkovních prostorách parkují traktory a ostatní zemědělské stroje. V budově starého zámku se nachází muzeum Aloise Jiráska a restaurace s ubytováním správce. V budově nového zámku se nachází jídelna a ubytovna pro pracující na statku.
Pivovar v polovině 18. století produkoval ročně (jako Skalsko) za sládka Josefa Kubelky (1870 - 1873) 196 hl piva. Po rozšíření a přestavbě za posledního sládka Julia Erbana (1888 - 1895) docilovaly výstavy 1000 až 2500 hl piva za rok. Var býval na 40 věder, pohyb setrvával v ručním provedení, zánik pivovaru (roku 1895) se přisuzuje počátku období páry a jeho nemožnosti konkurovat v té době levnějšímu pohonu na páru.
Místo zvěčnil Alois Jirásek ve svých dílech Skály a Z různých dob.
V těsné blízkosti zámečku se nachází Černé jezírko s vzácnými vážkami.